# Acronicta jozana
Acronicta jozana är en fjärilsart som beskrevs av Matsumura 1926. Acronicta jozana ingår i släktet Acronicta och familjen nattflyn. Inga underarter finns listade i Catalogue of Life.